# Chiesa di Saint-Ferdinand-des-Ternes

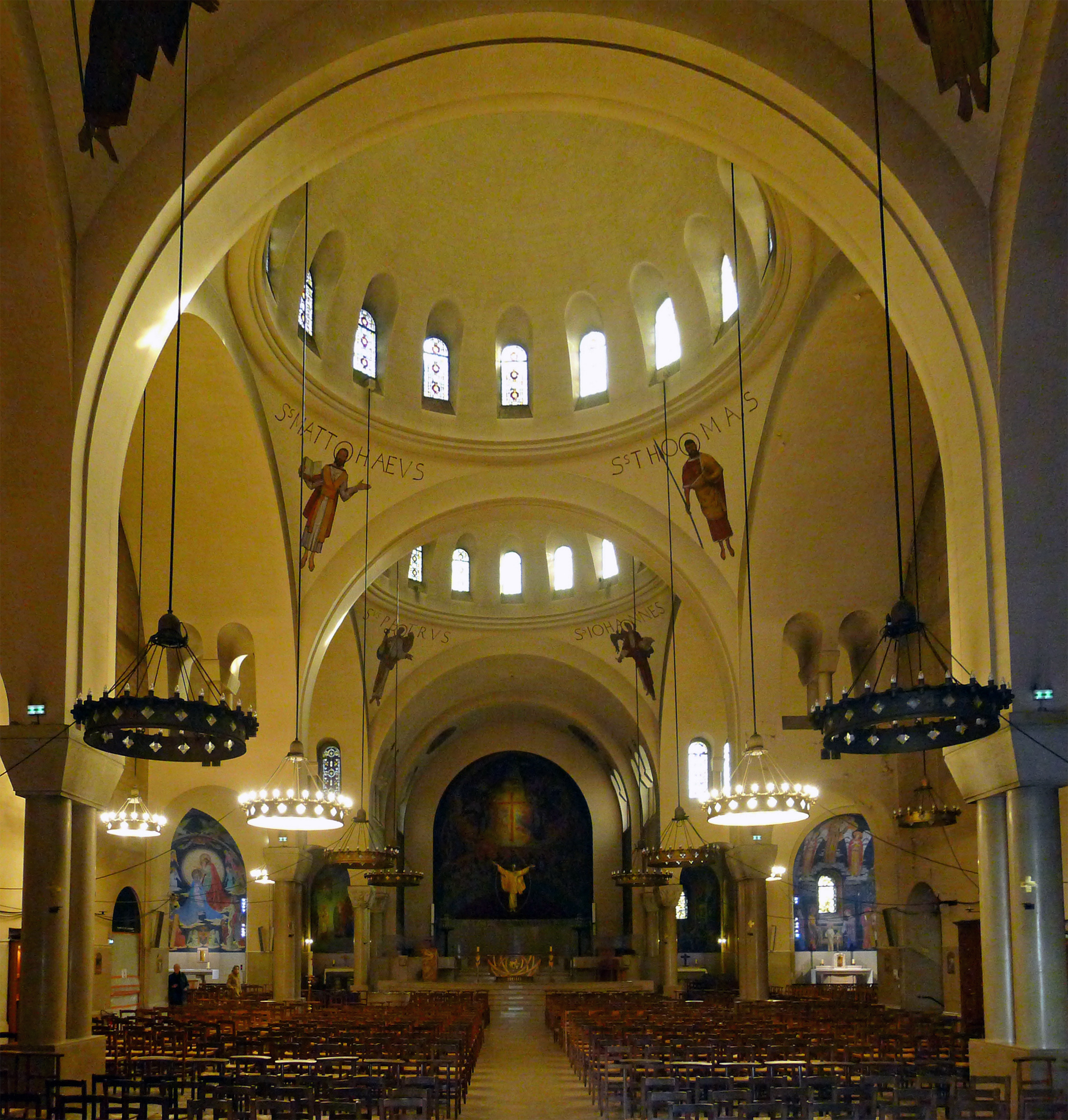
Interno

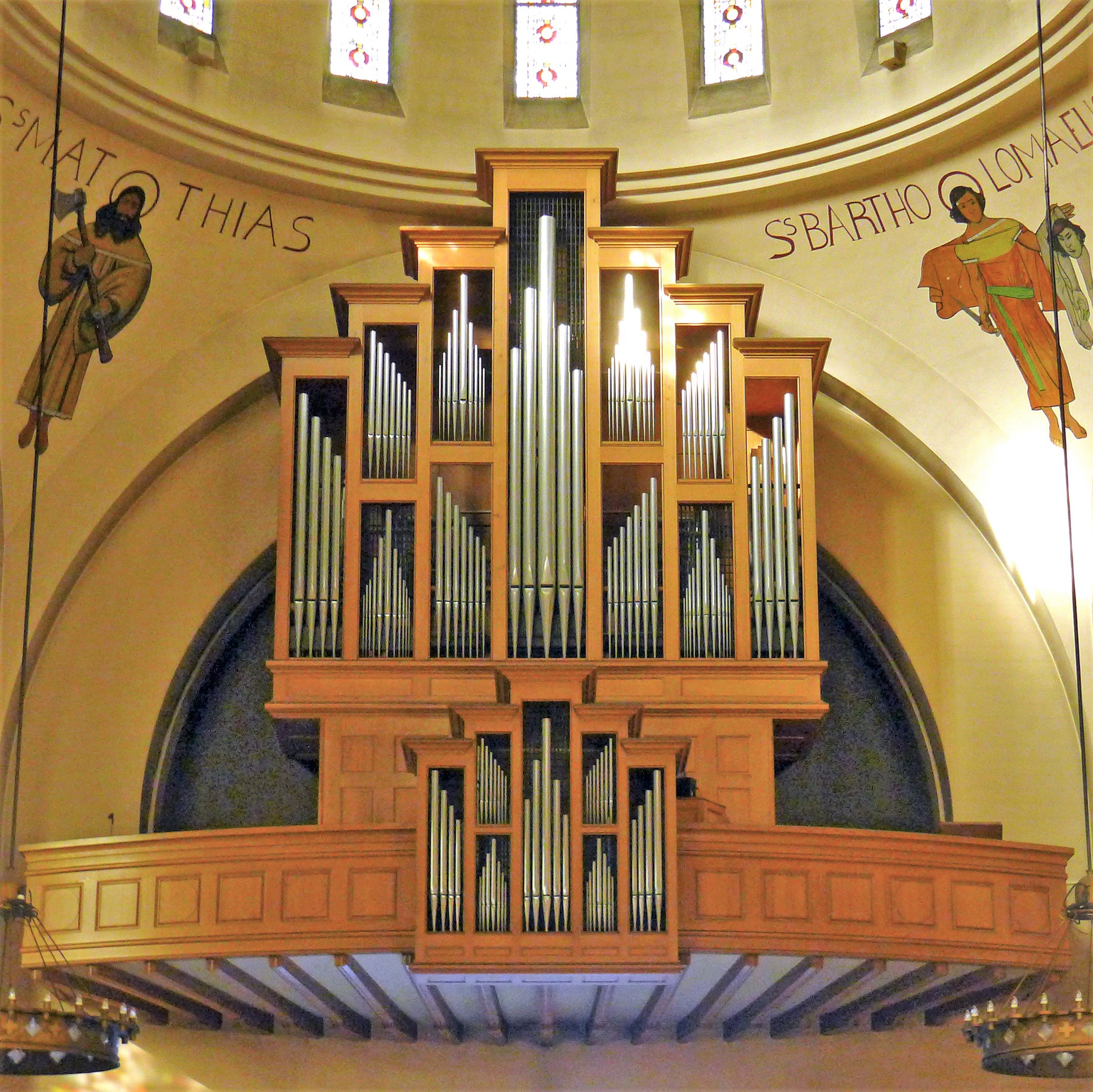
Organo a canne

La chiesa di San Ferdinando di Ternes (in francese: église Saint-Ferdinand-des-Ternes) è un luogo di culto cattolico di Parigi, situato nel quartiere di Ternes, nel XVII arrondissement. Venne costruito nel XX secolo in sostituzione di una chiesa più antica, divenuta insufficiente per le esigenze della comunità.

## Storia
Tra il 1842 e il 1847 venne costruita una chiesa cattolica in località Ternes, a nord-est della città di Parigi (solo nel 1860 diventerà un suo quartiere). Il luogo di culto venne dedicato a san Ferdinando III di Castiglia, in memoria del principe Ferdinando Filippo d'Orléans, figlio del re Luigi Filippo morto nel 1842; la consacrazione solenne avvenne il giorno 25 marzo 1847 da parte dell'arcivescovo di Parigi Denis-Auguste Affre.
La chiesa, in stile neoromanico, presentava sulla facciata un basso campanile con copertura a cuspide; al suo interno, nel luglio dell'anno 1857, furono sistemate tre campane, chiamate Désirée, Fernande e Rosalie, che furono benedette dal cardinale arcivescovo di Parigi François-Nicholas-Madeleine Morlot.
Presto la chiesa si rivelò troppo piccola per le esigenze della comunità, in continua espansione. Dopo la presentazione di vari progetti per una nuova chiesa, venne demolita nel 1937 e, il 31 ottobre dello stesso anno, cominciarono i lavori di costruzione per la nuova chiesa. Il 12 gennaio 1941 Emmanuel Célestin Suhard benedisse la cripta, consacrandola a santa Teresa di Lisieux. La chiesa, però, venne completata soltanto venti anni dopo l'inizio della costruzione, nel 1957; il 6 ottobre dello stesso anno venne consacrata da Maurice Feltin, arcivescovo di Parigi. Nel 1990 è stato realizzato il nuovo presbiterio e, tra il 2010 e il 2011, la chiesa è stata restaurata sia internamente, sia esternamente.

## Descrizione

### Architettura
La chiesa di San Ferdinando sorge nel cuore del quartiere di Ternes, all'incrocio tra Rue Armaille e Rue Saint-Ferdinand.
La facciata, di carattere monumentale, è costituita da una parte centrale terminante divisa in tre sezioni verticali da alti pilastri sporgenti dalla parete e sormontati da archi a tutto sesto. In basso, con tre arcate, si apre il portico, sormontato dai rilievi marmorei raffiguranti Gesù in croce (al centro), San Ferdinando (a sinistra) e l'Immacolata (a destra). In alto, la facciata termina con un doppio loggiato adibito a cella campanaria, con tre campante nell'ordine inferiore ed una in quello superiore.
L'interno della chiesa è in un sobrio stile neobizantino ed è a croce latina con tre navate e profonda abside. La navata centrale e di tre campate, delle quali l'ultima costituisce la crociera, ognuna delle quali è coperta con una cupola con, nei pennacchi, affrescate le immagini dei dodici Apostoli. In fondo alla navata maggiore, vi è l'area absidale, con una prima parte a pianta rettangolare coperta con volta a botte ed una seconda che è l'abside vera e propria, a pianta semicircolare ed interamente affrescata. Il moderno presbiterio è costituito dall'altare maggiore, dall'ambone, sulla sinistra, e dalla sede presidenziale, sulla destra. Dall'arco absidale pende la scultura del Risorto, opera di Madeleine Diener.

### Organo a canne
Sulla cantoria in controfacciata, si trova l'organo a canne, costruito nel 1995 da Pascal Quoirin. Esso è a trasmissione integralmente meccanica e dispone di 34 registri; la sua consolle, a finestra, ha tre tastiere e pedaliera.
In precedenza, nella chiesa si trovava l'organo Aristide Cavaillé-Coll opus 60, costruito per il vecchio edificio nel 1898 e poi trasferito nel nuovo; lo strumento venne poi restaurato ed ampliato nel 1963 dalla ditta organaria Beuchet-Debierre fino a raggiungere 35 registri, dei quali 28 reali, distribuiti su tre manuali e pedale; è stato smontato nel 1995 per lasciare spazio all'organo odierno.